# Vršava
Vršava är ett vattendrag i Tjeckien.   Det ligger i regionen Vysočina, i den centrala delen av landet, 140 km öster om huvudstaden Prag.